# 우시군
우시군(雩時郡)은 조선민주주의인민공화국 자강도 서쪽 끝에 위치한 군이다.

## 지리
북쪽으로 압록강을 사이에 두고 중화인민공화국과 접하고 동쪽은 초산군·고풍군, 남쪽은 송원군·평안북도 동창군, 서쪽은 평안북도 벽동군과 접한다.

## 역사
- 해방 전에는 평안북도 벽동군의 일부였다.
- 1952년 12월 : 벽동군 우시면, 오북면, 가별면과 벽동면의 일부가 합병해 우시군(우시읍, 21개리)가 설치되었다.
- 1954년 : 평안북도에서 자강도로 넘어갔다.
- 1964년 4월 : 초산군의 하창리와 고풍군의 룡해리를 편입했다.
- 1967년 : 발은리를 발은로동자구로 승격하였다.

## 경제
압록강 계곡에서는 논농사가 이루어지는 반면에 고지에서는 옥수수, 감자, 참깨를 재배한다. 제조업은 거의 발달하지 못했다.

## 교통
우시군에는 철도가 지나지 않지만 도로를 통해 이웃한 초산군, 벽동군 및 신의주시까지 연결된다. 압록강 또한 교통 수단의 하나로 사용되고 북조선에서 가장 큰 저수지인 수풍호가 이곳까지 뻗어있다.

## 행정 구역
1읍 1구 22리로 구성된다.
- 우시읍 (雩時邑)
- 발은로동자구 (發銀勞動者區)
- 금성리 (金城里)
- 금양리 (金陽里)
- 우상리 (雩上里)
- 우중리 (雩中里)
- 시하리 (時下里)
- 시상리 (時上里)
- 별하리 (別下里)
- 별상리 (別上里)
- 가하리 (加下里)
- 가중리 (加中里)
- 가상리 (加上里)
- 평상리 (平上里)
- 대평리 (大平里)
- 상평리 (上坪里)
- 하평리 (下坪里)
- 부흥리 (富興里)
- 북하리 (北下里)
- 북상리 (北上里)
- 오상리 (吾上里)
- 오하리 (吾下里)
- 룡해리 (龍海里)
- 하창리 (下倉里)

## 같이 보기
- 조선민주주의인민공화국의 지리
- 조선민주주의인민공화국의 행정 구역